# 姜馨迪
姜馨迪（1997年1月26日—）是一名中國女子冰壺運動員。她代表中國參加2022年冬季奧林匹克運動會女子冰壺比賽。

## 生平
姜馨迪來自於黑龍江省哈尔滨市，她的姑姑姜懿伦也是冰壶运动员。2018年，以替补身份参加了2018年冬季奥林匹克运动会女子冰壶比赛。2019年，在深圳举行的亚洲及太平洋冰壶锦标赛上夺冠。2022年，代表中国参加2022年冬季奥林匹克运动会女子冰壶比赛。

## 外部連結
- 姜馨迪的新浪微博